# Abd al-Aziz al-Rantissi
Abd al-Aziz al-Rantissi (in arabo عبدالعزيز الرنتيسي‎?; Yubna, 23 ottobre 1947 – Gaza, 17 aprile 2004) è stato un politico palestinese, leader politico e portavoce di Hamas nella Striscia di Gaza dopo l'assassinio del leader spirituale di Hamas, lo sceicco Ahmed Yassin, nel marzo 2004.

## Biografia
A seguito delle rappresaglie israeliane, la sua famiglia fuggì nel 1948 da Yubna, presso Jaffa, nella striscia di Gaza dove si stabilì nel campo profughi di Khān Yūnis. A causa degli stenti fu costretto a lavorare già all'età di sei anni per aiutare i suoi genitori, i suoi nove fratelli e due sorelle.
Ciononostante riesce a completare gli studi di pediatria nel 1972 presso la facoltà di medicina ad Alessandria d'Egitto. Durante la sua permanenza in Egitto rimane influenzato dalla filosofia dei Fratelli Musulmani. Nel 1976 rientra a Gaza dove esercita la professione di medico presso l'ospedale Nasser di Khan Yunis dove in seguito diverrà primario di pediatria. Nel 1978 sarà tra i promotori della nuova facoltà di scienze dell'Università islamica di Gaza dove insegna genetica e parassitologia. Si sposa e avrà sei figli.
Nel 1983 viene arrestato per essersi rifiutato di pagare le imposte alle autorità israeliane.
Nel 1987 fu uno dei fondatori del "movimento di resistenza islamica" Hamas. Il 5 gennaio del 1988 fu nuovamente arrestato e imprigionato per 21 giorni per poi essere arrestato nuovamente il 4 febbraio per attività contro lo Stato d'Israele. Rimase in carcere per due anni e mezzo. Fu liberato il 4 settembre 1990, ma subito arrestato per rimanere in stato di fermo per un anno. Durante la prigionia condivise la cella con Ahmed Yassin. Nel dicembre del 1992 fu espulso assieme ad altri 416 attivisti di Hamas e del Movimento per il Jihad Islamico in Palestina nel campo profughi di al-Awda nel sud del Libano.
Al suo rientro in Palestina fu nuovamente arrestato e condannato da un tribunale militare israeliano e rimarrà in prigione fino al 1997. Nell'aprile del 1998 fu arrestato dalle forze di sicurezza dell'Autorità Nazionale Palestinese (ANP), ma fu liberato qualche mese più tardi a causa della morte di sua madre. Fu nuovamente arrestato e liberato tre volte per un totale di 27 mesi. L'ultima volta dopo uno sciopero della fame, dopo che la sua prigione fu bombardata dall'aviazione israeliana.
Nel 1999, Rantissi diventa il braccio destro di Yassin, quale persona di contatto tra il braccio politico e quello armato di Hamas. Viene considerato un oltranzista, rifiutando qualsiasi compromesso con lo Stato d'Israele.
Nel giugno del 2003 sfugge ad un attentato israeliano, sia lui sia il figlio rimangono feriti, ma durante l'attacco vengono uccise una donna e una bambina.
Il 26 gennaio 2004, Rantissi modera i toni anti-israeliani e propone, d'accordo tutti gli esponenti di Hamas, una tregua di 10 anni (hudna) in cambio del ritiro da parte di Israele dai territori occupati nel 1967 e il riconoscimento della Palestina quale Stato sovrano.
Il 17 aprile del 2004 però, nemmeno un mese dopo essere stato eletto capo di Hamas dopo l'uccisione di Ahmed Yassin, viene gravemente ferito durante un raid aereo israeliano a Gaza. La sua auto viene centrata da un missile Hellfire sparato da un elicottero Apache di costruzione statunitense, uccidendo sul colpo la sua guardia del corpo e suo figlio di 27 anni. Muore in ospedale a seguito delle ferite riportate.
L'assassinio di 'Abd al-'Azīz al-Rantissi viene duramente condannato dall'Unione europea e dal ministro degli esteri britannico Jack Straw che considerano assassinii le uccisioni extragiudiziarie, mentre gli Stati Uniti, pur non condannando l'atto in sé, chiederanno ad Israele di "riflettere attentamente sulle conseguenze dei loro atti".